# Strukturplan für das Bildungswesen
Mit dem Strukturplan für das Bildungswesen legte der Deutsche Bildungsrat (Bildungskommission) am 13. Februar 1970 eine langfristige Perspektive für das ganze bundesdeutsche Bildungssystem vor, deren Themen die Bildungspolitik bis in die Gegenwart bestimmen. Fast alle Bereiche des Bildungssystems bis auf die Hochschule wurden in den Blick genommen. Das Dokument ist ein Zeugnis für die bildungspolitische Aufbruchstimmung, die nach den studentischen Unruhen 1968 und mit der sozialliberalen Koalition seit 1969 die westdeutsche Diskussion bestimmte. Viele Inhalte des Planes gingen in den „Bildungsgesamtplan“ von 1973 ein.

## Zentrale Inhalte
Der Vorschulbereich sollte ausgebaut werden: Alle öffentlichen und privaten Kindergärten sollten kompensatorisch die Erziehung in der Familie ergänzen. Vorschulklassen und Eingangsstufen für Fünfjährige sollten zum systematischen Lernen in der Grundschule überleiten. Dies sollte einen wichtigen Baustein zur Chancengleichheit darstellen.
In der Grundschule sollten zu den etablierten Prinzipien des Kindgemäßen und Anschaulichen die Individualisierung und didaktische Differenzierung, die Wissenschaftsorientierung des Unterrichts und die kompensatorische Erziehung eingeführt werden. Der Sachkundeunterricht sollte Anfänge der Sozial- und Naturwissenschaften bereitstellen. Entdeckendes Lernen, kooperatives Arbeiten und problemlösendes Denken sollten gefördert werden. Die Integration behinderter Kinder in reguläre Klassen war in einer Folgeempfehlung zum Strukturplan weitgehend vorgesehen.
Politisch brisant waren die Empfehlungen für die Sekundarstufe I: Die umstrittenen Gesamtschulen sollten als Schulversuche eingeführt werden. Die Lehrpläne der verschiedenen Schulformen sollten angenähert, Schulzentren aufgebaut werden und die pflichtmäßige Schulzeit auf zehn Jahre ausgedehnt werden.
Auch die Sekundarstufe II sollte sich erheblich verändern. Eine allmähliche Verzahnung der gymnasialen Bildung mit der beruflichen Bildung wurde empfohlen, auch die Doppelqualifikation von Hochschulreife und beruflichem Abschluss erwogen. Die Gymnasiale Oberstufe sollte in ein System von Pflicht- und Wahlkursen überführt werden, um individuelle Schwerpunkte zu ermöglichen.

## Lernzielstufen
Eine große Nachwirkung in der Didaktik hatten die vier Lernzielstufen, die der Psychologe Heinrich Roth im Strukturplan (I Kap. 5) unterschied:
- Reproduktion: Wiedergabe und Beschreiben von Sachverhalten aus einem abgegrenzten Gebiet und im gelernten Zusammenhang sowie die reproduktive Verwendung gelernter und geübter Arbeitstechniken und Methoden,
- Reorganisation: Bearbeiten bekannter Sachverhalte, indem Kenntnisse, Fertigkeiten und Fähigkeiten verknüpft werden,
- Transfer: Anwenden gelernter Inhalte und Methoden auf andere, neue Sachverhalte,
- Problemlösen/ Reflexion: Reflexiver Umgang mit neuen Problemstellungen, den eingesetzten Methoden und gewonnenen Erkenntnissen, um zu Folgerungen, Beurteilungen zu kommen.[4]

Bis in die Gegenwart strukturieren sie den Unterricht als didaktische Anforderungsbereiche im Unterricht, durch die die EPA von der KMK festgelegt werden und über die Gymnasiale Oberstufe hinaus alle Schulformen beeinflussen.

## Einzelbelege
1. ↑  1945 bis zur Gegenwart. Die BR Deutschland. In: C. Führ/ C.-L. Furck (Hrsg.): Handbuch der deutschen Bildungsgeschichte. Band VI/1. C.H.Beck, 1987, ISBN 978-3-406-32468-0 (google.de [abgerufen am 6. Juni 2020]).
2. ↑  Strukturplan, Inhaltsverzeichnis. Deutscher Bildungsrat, abgerufen am 6. Juni 2020.
3. ↑  Joachim Rohlfes: Geschichte und ihre Didaktik. Vandenhoeck & Ruprecht, 2010, ISBN 978-3-525-36007-1, S. 358.
4. ↑  Operatorenkatalog. 18. November 2016, abgerufen am 6. Juni 2020.